# جاك ستيوارت (لاعب هوكي الجليد)
جاك ستيوارت هو لاعب هوكي الجليد كندي، ولد في 6 مايو 1917 في Pilot Mound, Manitoba ‏ في كندا، وتوفي في 25 مايو 1983 في ميشيغان في الولايات المتحدة بسبب سرطان المعدة.

## وصلات خارجية
- جاك ستيوارت على موقع دوري الهوكي الوطني (الإنجليزية)
- جاك ستيوارت على موقع قاعة مشاهير الهوكي (لاعب أن.إتش.أل) (الإنجليزية)
- جاك ستيوارت على موقع EliteProspects.com (الإنجليزية)
- جاك ستيوارت على موقع HockeyDB.com (الإنجليزية)
- جاك ستيوارت على موقع Hockey-Reference.com (الإنجليزية)